# Вольфзегг (Баварія)
Вольфзегг (нім. Wolfsegg) — громада в Німеччині, розташована в землі Баварія. Підпорядковується адміністративному округу Верхній Пфальц. Входить до складу району Регенсбург. Складова частина об'єднання громад Піленгофен-Вольфзегг.
Площа — 7,46 км2. Населення становить 1533 ос. (станом на 31 грудня 2020).

## Галерея

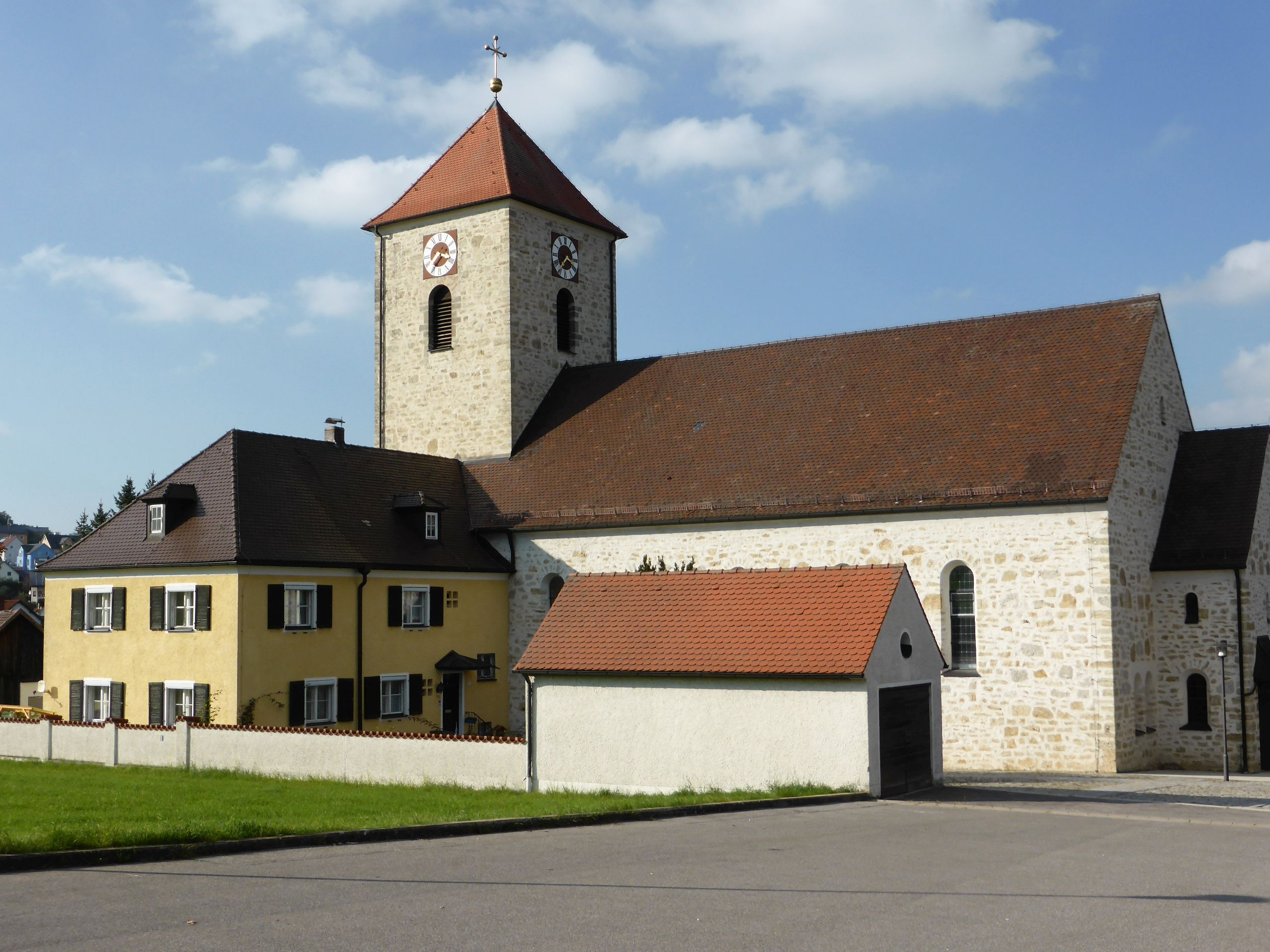
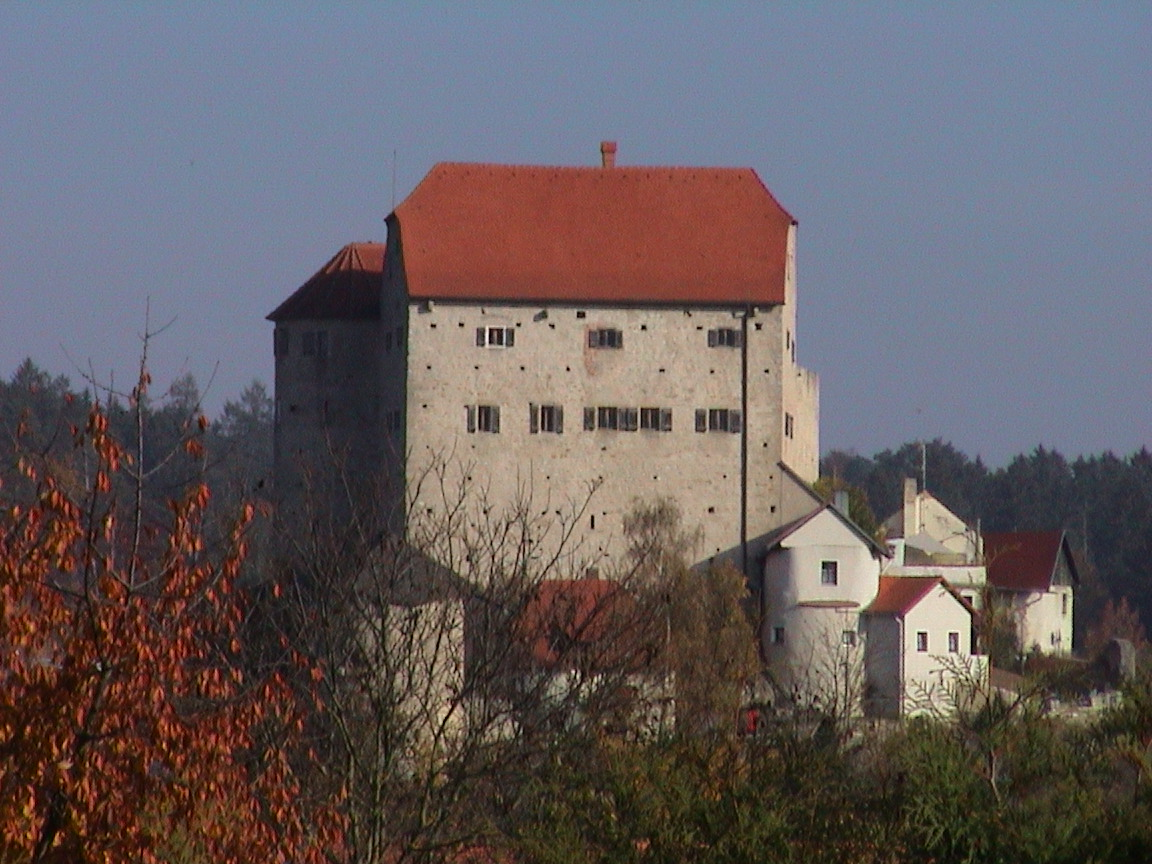
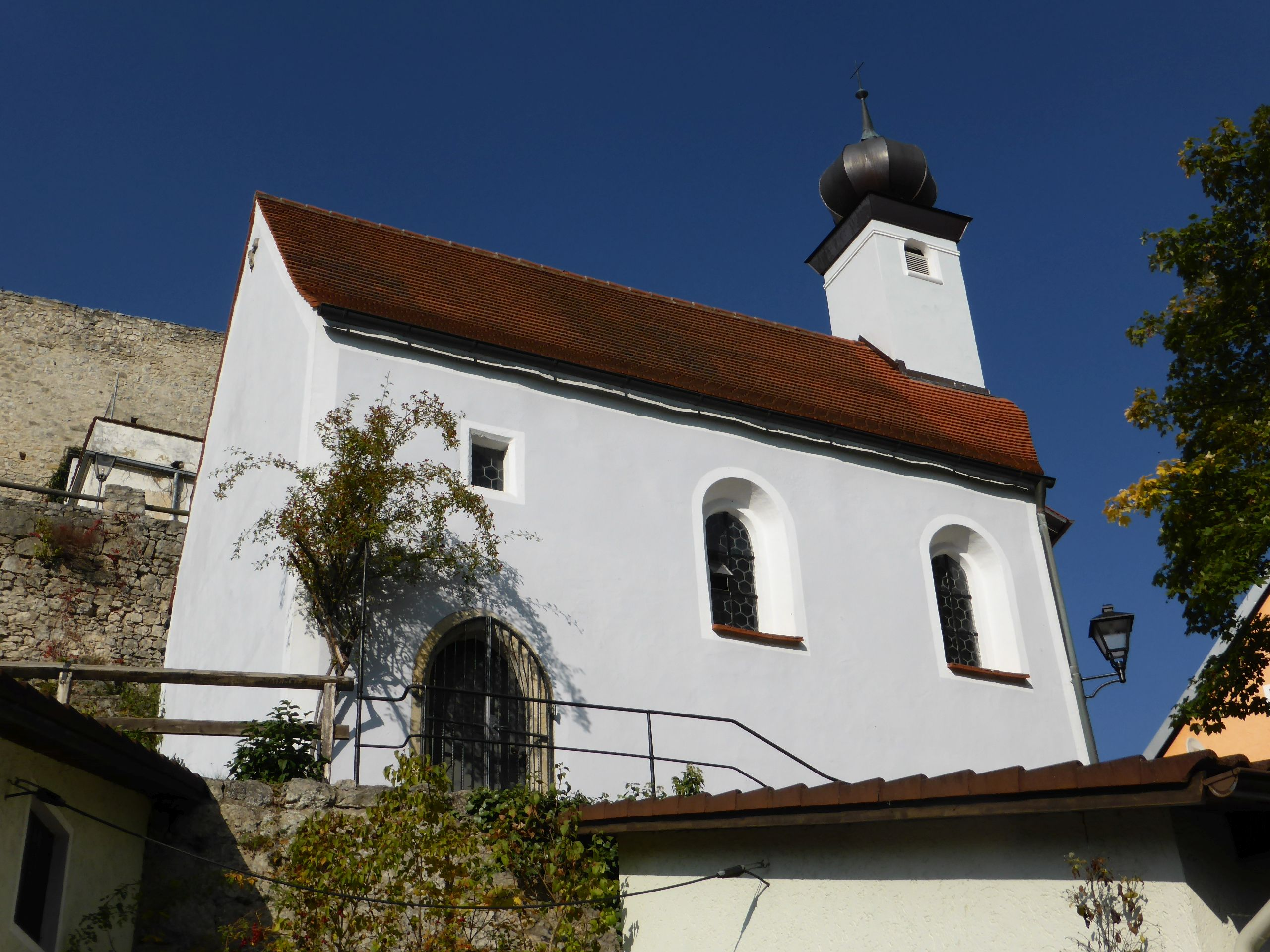